# Parafia św. Jana Chrzciciela w Grodziszczku
Parafia Świętego Jana Chrzciciela w Grodziszczku – rzymskokatolicka parafia w Gieczu, należy do dekanatu kostrzyńskiego archidiecezji poznańskiej.
Została utworzona w XIII wieku. Mieści się w przy ulicy Centralnej, w Dominowie. Parafię prowadzą księża diecezjalni.